# Duale
Duale är en barangay i kommunen Limay, Filippinerna. Kommunen ligger på ön Luzon, och tillhör provinsen Bataan.

## Barrio
Duale delas in i 6 barrio
- Ben Ukit
- Emerald Coast
- Peas Site
- Saint Claire
- Saint Francis Village
- San Martin De Porres